# Чаен Тецуя
Чаен Тецуя (нар. 5 листопада 1973) — колишній японський тенісист.
Найвищу одиночну позицію світового рейтингу — 339 місце досяг 20 квітня 1998, парну — 371 місце — 5 липня 1999 року.

## Титули ITF Ф'ючерс

### Одиночний розряд: (1)
| Ранг | Дата     | Турнір                   | Покриття | Суперник       | Рахунок  |
| ---- | -------- | ------------------------ | -------- | -------------- | -------- |
| 1.   | Бер 1998 | Японія F2, Сірако (Тіба) | Килим    | Масуда Кентаро | 7–6, 7–5 |